# Siphonodentalium japonicum
Siphonodentalium japonicum är en blötdjursart som beskrevs av Tadashige Habe 1960. Siphonodentalium japonicum ingår i släktet Siphonodentalium och familjen Gadilidae. Inga underarter finns listade i Catalogue of Life.